# لانتجی خو
لانتجی خو (چینی: مجموعه غرفه ارکیده; پین‌یین: لانتنجی خو; ت.ت. 'پیشگفتار شعرهای گردآوری شده از غرفه ارکیده' «پیشگفتاری بر اشعار جمع‌آوری شده از غرفه ارکیده» یا لانتینگ ژو («پیشگفتار غرفه ارکیده»)، قطعه‌ای از آثار خوشنویسی چینی است که عموماً توسط خوشنویس مشهور وانگ ژیژی (۳۰۳–۳۶۱) نوشته شده‌است. سلسله جین شرقی (۳۱۷–۴۲۰).